# Poison (Alice Cooper-dal)
A Poison Alice Cooper egyik leghíresebb dala. A szövegét Cooper, Desmond Child, és John McCurry írták. Child producerelte Cooper 1989-ben megjelent, 18. stúdióalbumát, a Trash című lemezt. Cooper szólómunkáit tekintve 11. lemeze volt a Trash, azonban teljes munkássága szerint a 18. korong. Ez volt az első dala Coopernek 1977 óta, amely bekerült a slágerlisták első 10 helyezése közé. Készült hozzá egy videó is. A poison szó magyar jelentése: méreg. A dal témája a (testi) szerelem, a refrén magyarul kb: „Mérget csepegtettél a vénáimba – de nem akarom széttörni e láncot”.

## Feldolgozások
A Groove Coverage német trance zenekar, 2004-es albumára dolgozta föl a dalt. 
Tarja Turunen finn énekesnő, a Nightwish egykori énekesnője 2007-ben megjelent, My Winter Strom albumán dolgozta föl a dalt.

## Fordítás
Ez a szócikk részben vagy egészben  a   Poison (Alice Cooper song) című angol Wikipédia-szócikk fordításán alapul.  Az eredeti cikk szerkesztőit annak laptörténete sorolja fel. Ez a jelzés csupán a megfogalmazás eredetét és a szerzői jogokat jelzi, nem szolgál a cikkben szereplő információk forrásmegjelöléseként.